# Livraria José Olympio Editora
A Livraria José Olympio Editora é uma editora brasileira. Foi fundada por José Olympio Pereira Filho em 1931 na cidade de São Paulo. Na época, o Rio de Janeiro era a capital do país e o ponto de encontro de intelectuais e artistas. Visando a atingir este mercado, em 1934, José Olympio mudou a sua livraria-editora para a cidade. Foi a maior editora do país nas décadas de 1940 e 1950. Desde 2001, pertence ao Grupo Editorial Record.

## Histórico
A editora deu largada em 1931, ainda em São Paulo, com um livro de sucesso: "Conhece-te pela Psicanálise", do americano Joseph Ralph, obra do gênero que hoje se conhece como "autoajuda".
O segundo título da Editora José Olympio foi "Itararé: Notas de Campanha", em 1933, um relato de combate feito por um participante, Honório de Sylos. Seus títulos seguintes foram: "Sala de Capela", de Vivaldo Coaracy, e "Diário de um Combatente Desarmado", de Sertório de Castro, em 1934. Seu 1º lançamento, porém, foi uma reimpressão de "A Ronda dos Séculos", livro de contos de Gustavo Barroso, que acabara de entrar na Academia Brasileira de Letras. A 4ª publicação foi "Os Párias", de Humberto de Campos, cujas obras foram o grande sucesso e o impulso, na época, para o crescimento da editora de Olympio.
Olympio publicou vários romances de José Lins do Rego, e após a publicação de Banguê, a "Casa", como a chamava Olympio, mudou de São Paulo para o Rio de Janeiro em 3 de julho de 1934. Em 1933, a Livraria Editora Olympio fizera o lançamento de 8 títulos, em 1934, de 32, e em 1935, de 59 títulos. Em 1936, a editora pulicou 66 novas edições, tornando-se o maior editor brasileiro de obras de ficção, de natureza não didática.
Nos anos 1940 e 1950, Olympio se tornou o maior editor do país, publicando 2 mil títulos com 5 mil edições, e vindo a atingir, nos anos 1980, a marca de 30 milhões de livros de 900 autores nacionais e 500 estrangeiros.
José Olympio publicou uma grande variedade de obras, cujos escritores vão desde Manuel Bandeira, Raquel de Queirós, Fernando Sabino, Orígenes Lessa, Ligia Fagundes Telles, Jorge Amado, Érico Veríssimo, Euclides da Cunha, Monteiro Lobato, Graciliano Ramos, as ilustrações de Orlando Mattos, até escritos do presidente Getúlio Vargas.
A célebre livraria no número 110 da Rua do Ouvidor, no Centro do Rio de Janeiro, ponto de encontro de intelectuais da época, fechou em 1955, quando os proprietários do imóvel onde ela estava instalada interromperam o contrato de aluguel para demolir o prédio. Durante a construção do novo prédio, Olympio decidiu-se apenas pela edição, e a livraria não foi reaberta. A editora se estabeleceu definitivamente em 1964, na Rua Marquês de Olinda, no bairro do Botafogo. No quarto andar, criou uma cantina, batizada de "Batatais" pelos escritores Daniel Pereira e Luis Jardim, já que o proprietário colocara ali três talhas do artista Poty Lazzarotto representando a fundação de sua cidade natal, Batatais; os almoços lá realizados se tornaram uma tradição, com a presença de diversos intelectuais.
Em 1960, a "Casa" se tornou uma sociedade anônima de capital aberto, a 1ª editora brasileira a disponibilizar ações na bolsa de valores, e passou a fazer parte da lista das 500 maiores empresas do país; em julho de 1962, ocupava o 309º lugar. Com a aquisição da Editora Sabiá, de Fernando Sabino e Rubem Braga, cresceu seu alcance e passou a ter filiais em Belo Horizonte, Curitiba, Brasília, Porto Alegre, Recife e Salvador. A Editora começou a explorar o campo educacional, inaugurando, em 1968, a "Coleção Didática Dinâmica".

## Crise
A crise da Livraria José Olympio teve início com o seu colapso no mercado de ações. Em 1974, a empresa negociou a compra da Companhia Editora Nacional, solicitando auxílio financeiro de terceiros para a realização da aquisição. Porém essa operação não chegou a ser finalizada. A empresa de José Olímpio solicitou ajuda governamental, propondo o financiamento total da operação: assim, o Banco Nacional de Desenvolvimento Econômico e Social adquiriu a totalidade das ações da empresa. Contudo, a situação econômica da José Olympio tornava impossível a desejada transferência e a Nacional acabou tornando-se propriedade do BNDES.
Em 3 de maio de 1990, quando morreu, José Olympio já não era mais proprietário da editora que levava seu nome. Após ser encampada pelo BNDES nos anos 1970, a antiga Editora Olympio foi adquirida pelo Grupo Editorial Record em 2001 quando da expansão da atuação desta empresa. Da mesma forma, o Grupo Editorial Record realizou a compra de diversas outras editoras que contavam com situação de insolvência financeira. Do catálogo espetacular dos anos 1930, 1940 e 1950, a editora Olympio conserva, hoje, apenas alguns autores, como José Lins do Rego.

## Lista parcial de obras e coleções

### Coleções

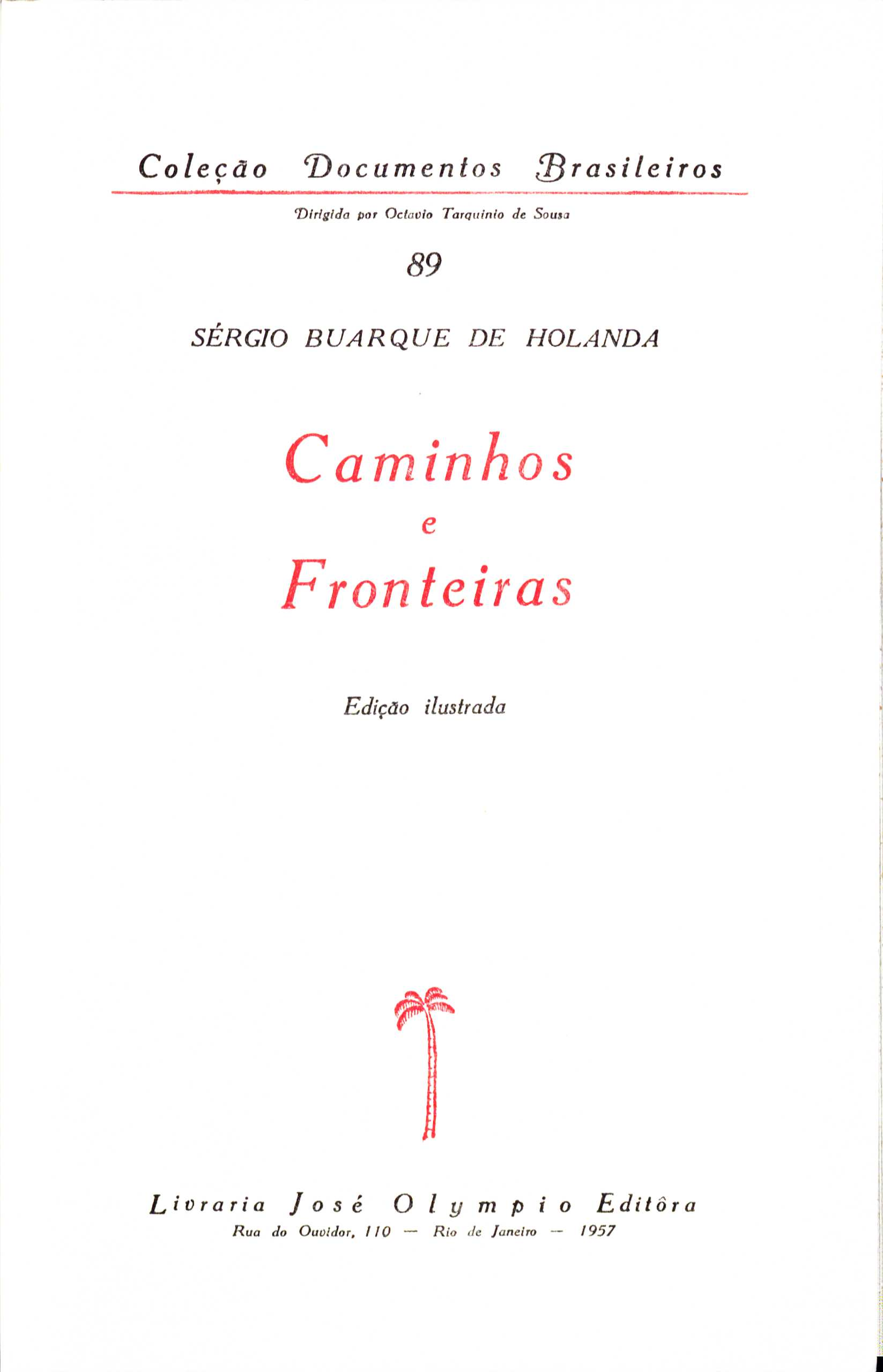
A 1ª edição de Caminhos e Fronteiras de Sérgio Buarque de Holanda, 1957.

- Em 1940, iniciou a coleção "Fogos Cruzados", com obras de grandes escritores do mundo, iniciando com Orgulho e Preconceito, de Jane Austen;
- Coleção completa de Dostoievski, em 10 volumes, com ilustrações de vários artistas, entre eles o vienense exilado Axel de Leskoschek, Oswaldo Goeldi, Tomás Santa Rosa, Luís Jardim, entre outros;
- Em 1951, começou uma edição em 16 volumes de toda a obra de José de Alencar;
- Coleção "Documentos Brasileiros", dirigida por Gilberto Freyre até o volume 18 e por Octávio Tarquínio de Souza do volume 19 em diante;[7]
- Em 1952, publicou o que se afirmou ser a 1ª tradução brasileira de Dom Quixote, feita por Almir de Andrade e Milton Machado, numa edição em 5 volumes, com ilustrações de Gustave Doré;
- História e Tradições da Cidade de São Paulo, de Ernani Silva Bruno, em 1953;
- Em 1957, "Obras Completas de Oliveira Vianna", em 15 volumes;
- Em 1957, "Memórias", de G. Casanova, em 10 volumes;
- Em 1957, "História dos Fundadores do Império do Brasil", em 10 volumes;
- Em 1959, "História do Brasil", de Pedro Calmon, em 7 volumes;
- Em 1965, “Poemas dos Becos de Goiás e estórias mais” poesias de Cora Coralina, primeiro livro da poetisa;
- Em 1965, "Coleção Rio Quatro Séculos", em 6 volumes, comemorativa do 4º Centenário do Rio de Janeiro;
- "Enciclopédia Século Vinte", em 13 volumes, em 1967, junto com a Editora Expressão e Cultura;
- Em 1966, "Coleção Cadeira de Balanço, em 23 volumes, sendo o último em 1974 [8].
- Coleção "O Romance da Vida";
- Coleção "Brasil Moço";
- Coleção "Sagarana", 1973 e 1974.

### Obras
- Os Párias, Humberto de Campos;
- Terra dos Homens, Antoine de Saint-Exupéry, 1940, tradução de Rubem Braga (Coleção O Romance da Vida);
- Sobrados e Mucambos: decadência do Patriarcado Rural e Desenvolvimento Urbano, Gilberto Freyre, 1951, volume 66 da Coleção Documentos Brasileiros;
- Poesia, Manuel Bandeira, 1954 (no frontispício datada de 1955, porém de 1954).[9] Foi reimpressa em 1955;
- O Catavento, Vivaldo Coaracy, 1956;
- Seleta em Prosa e Verso, Manuel Bandeira, 1957, da Coleção Brasil Moço. Nova edição em 1971, em parceria com o Instituto Nacional do Livro/ MEC;
- Macbeth, William Shakespeare, trad. Manuel Bandeira, 1961;
- Estrela da Tarde, Manuel Bandeira, 1963;
- Estrela da Vida Inteira (poesias reunidas, acrescidas de "Poemas traduzidos"), Manuel Bandeira, 1966. Edição comemorativa dos 80 anos do poeta. Foi reeditado em 1970 (2ª edição, feita pela José Olympio em parceria com o Instituto Nacional do Livro/MEC); mais 2 reedições (3ª e 4ª edição) em 1973, na Coleção Sagarana; reeditado em 1974 (5ª edição), na Coleção Sagarana;
- Andorinha, Andorinha, Manuel Bandeira, 1966;
- Manuel Bandeira de corpo inteiro, Stefan Baciu, 1966;
- O Rio de Janeiro em prosa e verso, Manuel Bandeira e Carlos Drummond de Andrade, 1965, Coleção Rio IV Séculos, comemorativa do 4º Centenário do Rio de Janeiro;
- Antologia Poética, Manuel Bandeira, 1974 (as primeiras 7 edições foram feitas pela Editora do Autor).